# 128633 Queyras
128633 Queyras este un asteroid din centura principală de asteroizi.

## Descriere
128633 Queyras este un asteroid din centura principală de asteroizi. A fost descoperit pe 8 septembrie 2004 la Saint-Véran de Observatorul din Saint-Véran. Asteroidul prezintă o orbită caracterizată de o semiaxă mare de 3,43 ua, o excentricitate de 0,05 și o înclinație de 6,5° în raport cu ecliptica.